# Танака Наокі (комік)
Танака Наокі (яп. 田中 直樹, Tanaka Naoki) ― японський комік, актор та телеведучий. Разом зі своїм партнером Ендо Шьодзо складає оварай-дуо Cocorico, в якому грає роль боке. Разом вони є частиною основного складу програми "Downtown no Gaki no Tsukai ya Arahende!!".
Танака також відомий своєю любов’ю до тварин, особливо до морських істот, і 24 червня 2018 року він став послом Marine Stewardship Council від Японії.

## Біографія

### Раннє життя
Народився в місті Тойонака. Закінчив муніципальну початкову школу Тошіма та четверту середню школу Тошіма. З молодших класів грав у бейсбол, у старшій школі був віце-капітаном бейсбольного клубу, в якому тренувався разом зі своїм будучим партнером Ендо. Грав на позиції ловця. В старшій школі, був членом команди з гандболу.
Після закінчення старшої школи поступив у Осацький університет дизайну. Під час навчання Ендо, що на той час пішов зі своєї офісної роботи, запросив його пройти з ним прослуховування. Після успішного проходження вони створили дует "Cocorico Bombers".

### Діяльність поза Cocorico
У 2003 році одружився з Кохінаті Шіє. В травні 2017 року пара оголосила про розлучення. Права на опіку двох синів отримав Танака.
Знімається у кіно, розпочавши акторську діяльність у фільмі "Minna no Ie" 2001 року, за яку отримав нагороду "Новачок року".

## Фільмографія

### Поточні виступи

#### Телепрограми

##### Постійні програми
- Kinkyu SOS! Ike no Mizu zenbu Nuku (з 15 січня 2017 р.) ― MC
- Life!: Jinsei ni Sasageru Conte (з 13 квітня 2018, NHK General)
- Tokoro JAPAN (з 29 жовтня 2018 р., Kansai TV/Fuji TV) ― напіврегулярно
- Academy Night G (з 2 квітня 2019 р., TBS) - MC
- I Am Bouken Shonen (23 квітня 2014 - 26 березня 2015 та з 25 травня 2020, TBS)

##### Інтернет
- YoshiLog (GyaO!) (2009-2011)
- Gokuraku Tonbo KakeruTV (2017-2019, AbemaTV AbemaGolden9) (напіврегулярно)

### Колишні програми
- Music×Drama Special M no Shikai-sha (13 жовтня 2006, CX) - в головній ролі Кодзукуе Сусуму
- Rankin no Paradise (24 листопада 2006 – 12 вересня 2008, MBS–TBS)
- ~Geodeki! Pop Company~ Pop-ya (7 квітня – 22 вересня 2008, CX)
- Ojomama! F (квітень 2008 – березень 2009, KTV)
- Check! The No.1 (жовтень 2008 – березень 2009, MBS–TBS)
- Tobidase! Kagaku-kun (квітень 2009 – березень 2011, TBS)
- Cocorico Naoki Tanaka no Onomichi Photo Sanpo (19 вересня 2009, HTV)
- Uchimura–Tanaka no Shirarezaru How-to Sekai Tadashī Sora no Tobikata (9 жовтня 2009, CX)
- Chō Heibon Hakase Tanaka (5 листопада 2011 – 30 березня 2013, TBS)
- Cocorico Naoki Tanaka no  (3 квітня 2012 – 19 березня 2013, NHK E) ― навігатор
- TV de Chūgoku-go (8 липня 2012, NHK BS Premium)
- Life!: Jinsei ni Sasageru Conte series-0 to 5 (з 1 вересня 2012, NHK G)
- Quiz 100-Ninriki (27 жовтня 2012 – березень 2015, NHK G)
- Conte no Gekijō: The Actors' Comedy (26 січня, 31 травня, 30 серпня, 29 листопада 2013, NHK BS Premium)
- 100% Entertainment (18 лютого 2013, GT)
- Mimura & Ariyoshi Tokuban (8 січня 2014 - 7 червня 2015, TV Asahi)
- Tan Q! A Trip (24 січня 2015 – 19 березня 2016, TVA, щомісячно)
- 1-Ko dake Yellow (24 квітня 2015 – 30 березня 2017, NBN) – MC[4]
- Shitteru or Shittaka? Quiz! Balevel no Tō (17 жовтня 2015, ABC)
- Uta no Golden Hit (2 жовтня 2017, TBS)
- Tetsuko no Heya (23 липня 2018, TV Asahi)
- Nihon Sōzō Kikō: Watisuto (7 квітня 2018 – 23 червня 2018, BS11) - MC
- ZIP! (6 жовтня 2016 р. - 25 березня 2021, NTV) ― головна персона четверга.[5][6]

### Телевізійні драми
- Moero!! Robocon (1 серпня 1999, EX) – перехожий
- Yonimo Kimyōna Monogatari Autumn Special Edition "" (Sep 1999, CX) – в головній ролі; Шімура
- Ashita Ga Arusa (2001, NTV)
- Gakko no Sensei (2001, TBS) – Онодера Ацуші
- Kaiki Daisakusen: Second File (Apr 2007, BS-hi) – в головній ролі; Місава Кьосуке
- Mirai Yuenchi (28 вересня 2007, EX) – в головній ролі; Хасебе Тацуя
- Loss:Time:Life (8 березня 2008, CX) – в головній ролі; Кітадзава Коічі
- Mirai Yuenchi 2 (28 березня 2008, EX)
- Reset (15 січня 2009, NTV) – в головній ролі; Генрі
- Renzoku Drama Shōsetsu Kinoshita-buchō to Boku (2010, YTV) – Канагава Дайсуке
- Honjitsu wa Taian Nari (2012, NHK) – Токура Джюн'ічі
- Platina Town (2012, Wowow) – Ушіджіма Котаро
- Yūsha Yoshihiko to Akuryō no Kagi (7 грудня 2012, TX) – Морган
- Link (2013, Wowow) – Савада Цутому
- Isha-ryō Bengoshi: Anata no Namida, Okane ni Kaemashou (січень–березень 2014, YTV) – в головній ролі Хакамада Юкіо
- Alice no Toge (квітень–червень 2014, TBS) – Чіхара Джюн'ічі
- Mother Game: Kanojo-tachi no Kaikyū (квітень–червень 2015, TBS) – працівник офісу району Окінава
- I'm Home (23 квітня 2015, EX) – Яманобе Тоші
- KariKare (листопад 2015, NHK BS Premium) – Сано Йошіхару
- Neko Zamurai Tamanojō Edo e Iku (лютий 2016, JAITS co-production) – в головній ролі; Хімацу
- Eiko Kyōju no Jiken-bo (21 травня 2016, EX) – Намба Харуто[7]
- Asa ga Kuru (червень–липень 2016, THB–CX) – Куріхара Кійокадзу[8]
- Suna no Tō~Shiri sugita Rinjin (жовтень–грудень 2016, TBS) – Такано Кен'ічі
- Kasei Otto no Mitazono (жовтень–грудень 2016, EX) – Томіта Кенґо
- Masuyama Chō Nōryoku-shi Jimusho (5 січня – березень 2017, YTV) – в головній ролі; Масуяма Кейтаро
- Jiro Asada: Prison Hotel (жовтень–грудень 2017, BS Japan) – в головній ролі; Ханадзава Кадзума
- Keishichō Zero Gakari ~ Seikatsu Anzen-ka Nan Demo Sōdan-shitsu ~ THIRD SEASON, Episode 3 (17 серпня 2018, TV TOKYO) – в ролі себе
- Harassment Game, Episode 1 (15 жовтня 2018, TV TOKYO) – Юдзуру Муто
- Wagaya no himitsu, Episode 1 (3 березня 2019, NHK BS Premium) – Ямамото Кійоші
- EdoMoiselle ~ Reiwa de koi, itashinsu ~ (з 7 січня 2021, YTV) – Курачі Юхіко

### Інтернет-драми
- Utsunuke (scheduled Fall 2018) – в головній ролі; Танака Кейічі

### Фільми
- Minna no Ie (2001) – Іджіма Наосуке (отримав премію Японської академії "Новачок року")
- Walking with the Dog (2004) – в головній ролі; Окамура Ясуюкі
- Gyakkyō Nine (2005) – Сакакібара Такеші
- The Uchōten Hotel (2006) – Іджіма Наосуке (камео)
- Forbidden Siren (2006) – Мінаміда Ютака
- Argentine Hag (2007) – Мукаі Мамору
- Fine, Totally Fine (2007) – Юхара
- Team Batista no Eikō (2008) – Хімуро Макото
- Zebraman 2: Attack on Zebra City (2010) – Zebraman/Ічіба Джун'ічі
- Okaeri, Hayabusa (2012) – Івамацу Дайґо
- Da Color?~The Datsugoku Survival (2016) – в головній ролі[9]
- Neko Zamurai Tamanojō Edo e Iku (2016) – Хімацу
- Kin Medal Otoko (2016) – Накано-сенсей
- Masuyama Chō Nōryoku-shi Jimusho: Gekijō-ban wa Koi no Aji (2018) – в головній ролі; Масуяма Кейтаро
- Kaitou Sentai Lupinranger VS Keisatsu Sentai Patranger: en film (2018) – Герлок Шолмс[10]/Unknown Gangler Monster
- Ano Hi no Organ (2019) – Вакімото Шігеру

### Сценічні виступи
- OneOr8: Bakugyaku no Inu (2008)

### Телевізійне аніме
- Oden-kun (квітень 2005 – лютий 2009, NHK E)
- Ganbare! Oden-kun (січень 2013 – грудень 2014, ABC)
- It is Living Happily on Ground Every Day (квітень 2013 – березень 2014, NHK BS Premium) – оповідач

### Аніме-фільми
- Summer Days with Coo (2007) – Уехара Ясуо[11]
- Hutch the Honeybee (2010) – Кунекуне
- Kuma no Gakkō (2010) – батько Кеті
- Crayon Shin-chan: Fierceness That Invites Storm! Me and the Space Princess (2012)[12]
- Violence Voyager (2019) – Джордж

### Дубляж
- Син маски (2005) - Тім
- Пункт Призначення 4 (2009) - Нік О'Беннон[13]
- Амазонія (2015) - Оповідач
- Світ Юрського періоду (2017, версія NTV) - Джиммі Фаллон [14]

### Документальні фільми
- NHK Special Yamai no Kigen Prologue Jinrui Shinka 700 Man-nen no Shukumei (18 травня 2013, NHK)

### DVD
- Personal Katsudō – з 26 жовтня 2005 Танака випускав DVD своїх виступів кожні 3 місяці, випустивши п'ять частин

### Інтернет
- Yoshimoto Online "Yoshomoto Gakuen! Yahoo! Sensei" (2009 – 2011, Yoshimoto Gekijō, Saturdays 22:00–23:20)
- Tanaka • Nemu no Hirameke! Denkikki (2017-2019, KawaiianTV)

### Програми під час польоту
- Yoshimoto JALTV First Shot (грудень 2009 – січень 2010, Japan Airlines)

### Публікації
- National Geographic Channel – колонка на офіційному сайті. "Cocorico Tanaka no " (Jun 2015 –)[15]

## Книги
- Cocorico Tanaka x Naganuma Takeshi представляють Zukai Ikimono Ga Miteiru Sekai (липень 2015 р., видавництво Gakken) ISBN 978-4054063112

## Нагороди
- 25-а премія Японської академії - "Новачок року" та "Популярність" (Minna No Ie)
- 29-а премія The Television - "Новачок року" (Ашіта га Аруса)
- Warai No Saiten!! The Dream Match '05 (з Масакадзу Мімурою)